# Sergio Villarreal
Sergio Villarreal Lozano (ur. 10 stycznia 2000 w Monterrey) – meksykański piłkarz występujący na pozycji prawego obrońcy, od 2024 roku zawodnik andorskiego Rànger’s.